# 충주 팔봉서원
충주 팔봉서원(忠州 八峰書院)은 충청북도 충주시 대소원면에 있는 조선시대의 서원이다. 2003년 6월 13일 충청북도의 기념물 제129호로 지정되었다.

## 개요
충주 팔봉서원은 조선시대 명현(名賢)인 이자·이연경·김세필·노수신 등 4현을 모신 서원으로 후생교육을 담당하던 곳이었다.
팔봉서원은 조선 선조 15년(1582)에 건립되었고, 현종 13년(1672)에 나라에서 ‘팔봉서원(八峰書院)’이라는 현판을 내려 사액서원이 되었다. 고종 8년(1871) 전국적으로 내려진 서원 철폐령에 의해 폐원되었다가 터만 남아 있던 것을 1998년 전통양식으로 복원하였다.
건물은 앞면 3칸·옆면 2칸 크기로, 지붕은 옆면에서 볼 때 사람 인(人)자 모양을 한 맞배지붕이다. 출입문은 솟을삼문(三門)형태로 ‘팔봉서원’의 현판이 걸려 있고 사당의 오른쪽으로는 재실이 있으며 왼쪽에는 ‘복원기념비’가 세워져 있다.
이자(1480∼1533)는 조선 전기 문신으로 연산군 7년(1501) 식년문과에 장원급제, 이조좌랑을 거치다 연산군의 난정(亂政)으로 사직했다가 중종반정으로 부제학, 우참찬을 역임하다 기묘사화로 연좌되어 파직되었다.
이연경(1484∼1548)은 조선 전기 문신으로 연산군 10년(1504) 갑자사화로 유배되는 할아버지를 따라 유배소까지 갔다. 중종반정으로 풀려 형조좌랑까지 지내다 중종 14년(1519) 현량과(賢良科) 병과에 급제, 교리(校理)를 지내다 을묘사화때 파직되었고 현량과에 복구되었으나 벼슬에 나가지 않았다.
김세필(1473∼1533)은 조선 전기 문신으로 연산군 1년(1459) 식년문과에 급제 후 대사헌·이조참판을 역임하였고, 기묘사화때 중종의 과오를 규탄하다 음죽현(陰竹縣)에 장배(杖配)된 후 생극면에 은거, 죽은 후에 이조판서에 추증되었다.
노수신(1515∼1590)은 조선 중기 문신으로 중종 38년(1543) 식년문과에 장원급제 후 사간원·이조좌랑을 지내다 을사사화때 파직되어 충주로 돌아왔다. 1547년부터 19년간 섬에서 귀양살이하며 이황, 김인후 등과 서신으로 학문을 토론하였다. 1567년 선조의 즉위로 이조판서·대제학·좌의정·영의정에 이르렀다.
충주 팔봉서원지는 사액서원으로 지방 유교교육을 담당했던 곳이며, 이 곳에 위패를 봉안한 네 분은 사화(士禍)와 관련되어 지조와 절개를 지켰던 분들로, 우리 선현들의 고매한 정신과 서원의 전통을 널리 알려 우리 역사에 대한 자긍심 고취와 선조들의 얼을 기리는 터전으로 삼아야 할 것이다.

## 사진

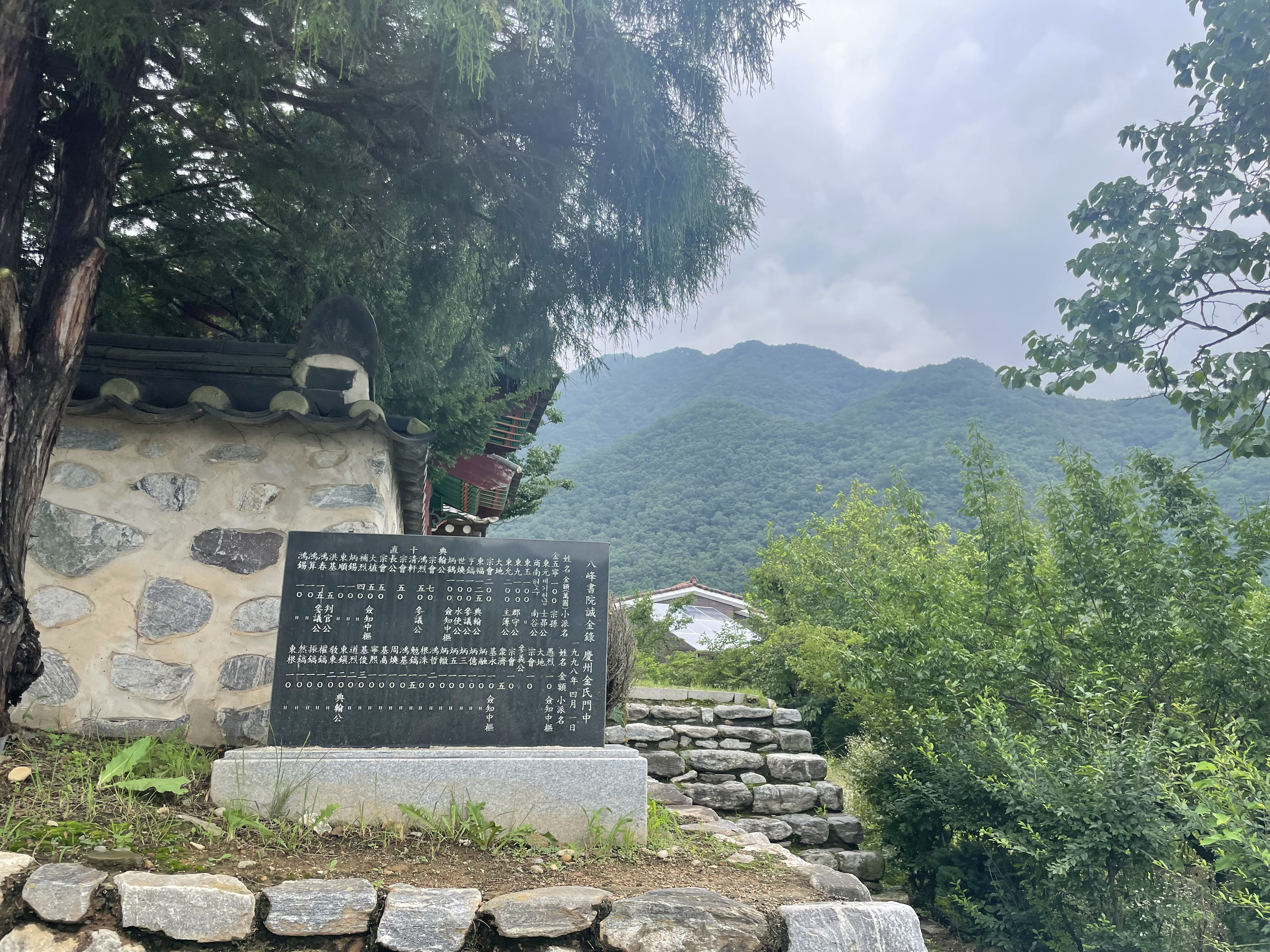
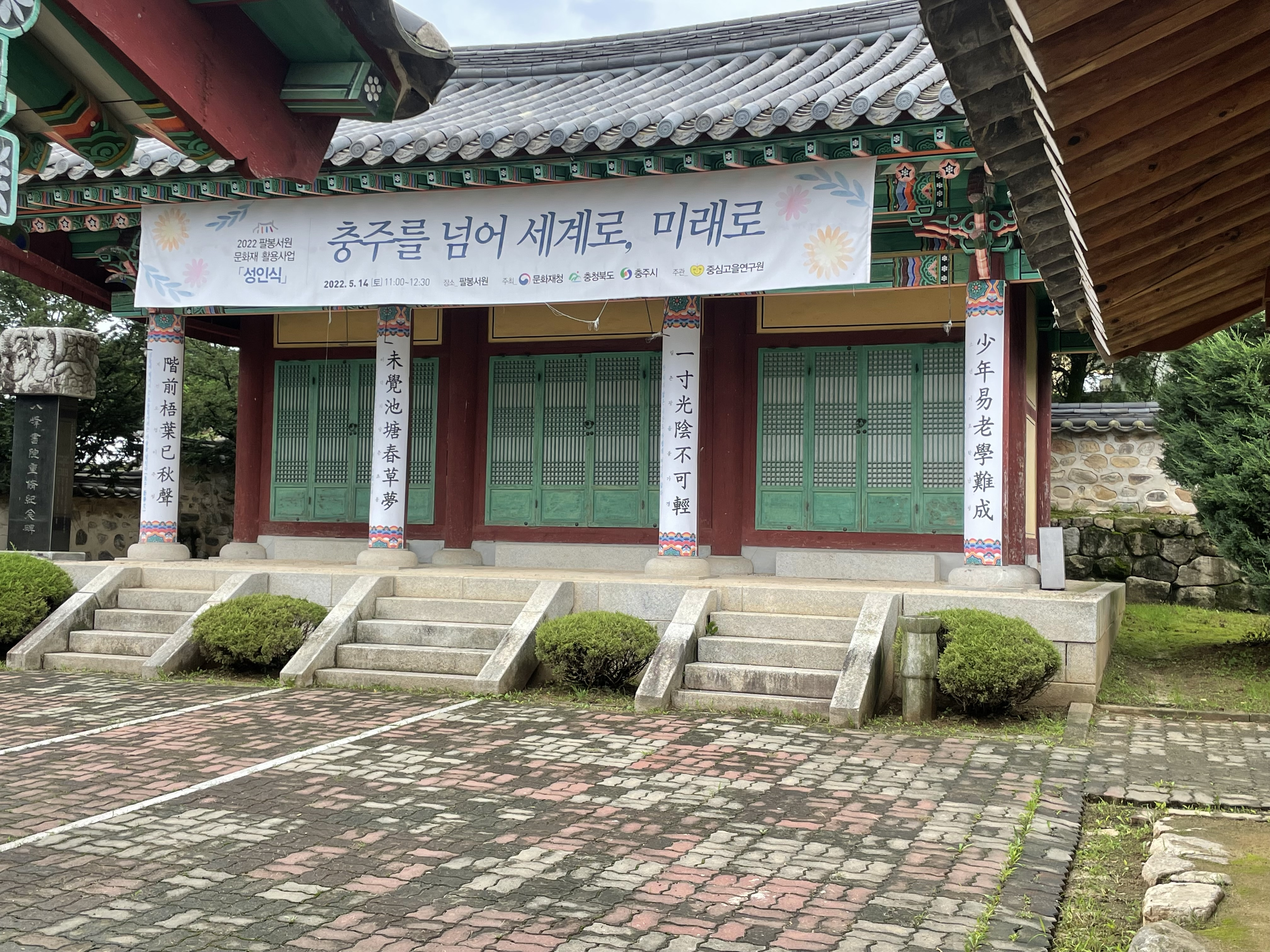
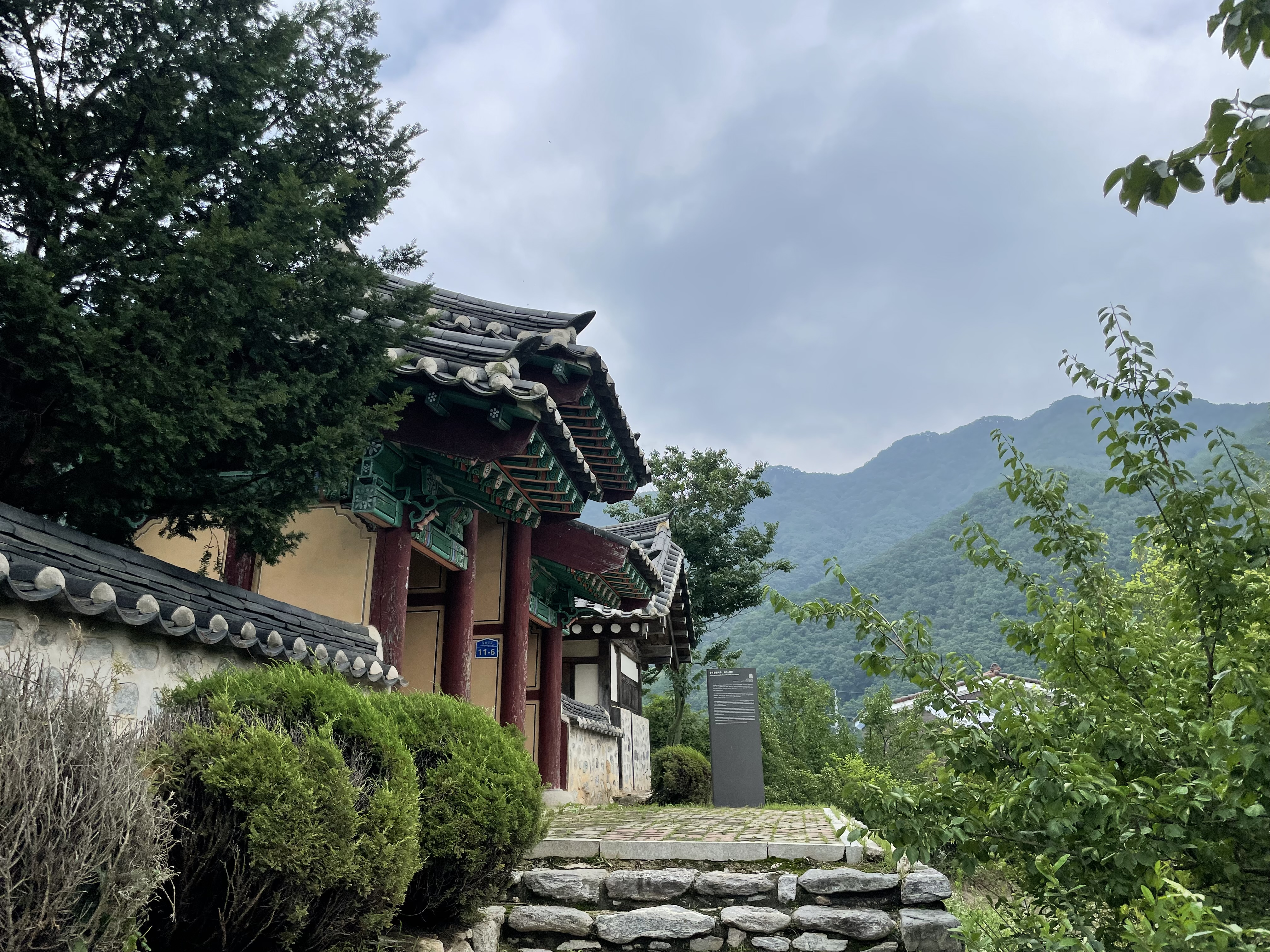

## 참고 문헌
- 충주 팔봉서원 - 국가유산청 국가유산포털